# 小行星6717
小行星6717（6717 Antal）是一颗绕太阳运转的小行星，为主小行星带小行星。该小行星于1990年10月10日发现。
該小行星以斯洛伐克天文學家米蘭·安塔爾命名。

## 轨道参数
小行星6717的轨道半长轴为2.8043090 UA，离心率为0.242。